# Jakob von Bülow
Jakob von Bülow (* 5. April 1626; † 12. September 1681) war Kurbrandenburger Obrist und dänischer Generalmajor. Er zwar zuletzt Kommandierender General aller Festungen in Holstein und Oldenburg sowie der Festung Wismar.

## Leben

### Herkunft
Seine Eltern waren der Landrat Joachim von Bülow, der Jüngere (1585–1643) aus dem Haus Wehningen und dessen Ehefrau Anna Sophie von Grote aus dem Haus Brese. Sein Vater war Erbherr von Wehningen, Gudow, Segrahn, Lehsten, Bandekow sowie Lauenburger Landrat und Erb-Landmarschall.

### Militärlaufbahn
Mit nur 15 Jahren wurde Bülow Page eines Weimarer Obristen und zog in den Dreißigjährigen Krieg. Dort stieg er bis zum Major auf. Sein unruhiger Geist führte ihn bis nach Spanien. 1651 kehrte Bülow nach Hause zurück, da sein Vater gestorben war und er sich nun um das Gut Gudow kümmern musste. 1652 heiratete er. 1656 wurde seine Privilegien von Herzog Julius Heinrich bestätigt. 1664 wurde Bülow Landrat und Erb-Landmarschall von Lauenburg. Nach dem Tod seines Bruders Otto Joachim (1616–1669) erbte er Wehningen und Jasebeck. 1669 starb seine Frau und 1670 heiratete er erneut. Dennoch trieb es ihn wieder in den Kriegsdienst. Bülow ging in Kurbrandenburger Dienste und warb das Leib-Regiment zu Pferde. Mit diesem Regiment kämpfte er bis 1673 gegen die Franzosen im Brabant. 1675 nahm er an der Schlacht bei Fehrbellin teil. Im Juli 1675 trat auch Dänemark in den Schwedisch-Brandenburgischen Krieg ein. Bülow wechselte in dänische Dienste und wurde Chef des 2. Jütländischen nationalen Reiter Regiments. In der Schlacht bei Lund im Dezember 1675 verlor er zwei Pferde und wurde verletzt. Nach der für Dänemark verlorenen Schlacht wurde er Kommandant der wichtigen Festung Landskrona; bei einem Ausfall gegen die Schweden wurde er erneut verwundet. Am 8. Juni 1677 wurde er zum Generalmajor ernannt. Er erhielt das Kommando über die dänische Kavallerie für den Rest des Krieges und konnte sich hier auszeichnen. Nach dem Krieg wurde er Kommandierender General aller Festungen in Holstein und Oldenburg.

### Familie
Bülow heiratete 1652 Dorothea Margaretha von Wittorf († 12. Juni 1668) aus dem Haus Lüdersburg. Sie war die Tochter von Joachim Werner von Wittorf und der Elisabeth Dorothea von Behr. Das Paar hatte folgende Kinder:
- Joachim Werner (1653–1724), Erbherr auf Gudow, Landmarschall und Landrat von Lauenburg

⚭ 1679 Susanne Francina von Bodeck († 1691) aus dem Haus Gülzow
⚭ 1693 Eva Sophie von der Lühe († 1717) aus dem Haus Kölzow
⚭ 1724 Hedwig Lucie von Perkentin († 1732) aus dem Haus Pretin verwitwete von Negendank
- Otto Diedrich (1655–1732), Landkomtur in Lucklum
- Anton Ulrich († jung)

Nach dem Tod seiner ersten Frau heiratete er 20. Juni 1670 Margaretha von Rathlow aus dem Haus Lenson, Witwe des Paul von Weissenau. Der einzige Sohn des Paares Anton Ulrich starb jung.
Jakob von Bülow wurde in einer Gruft unter dem Altarraum der St.-Marien-Kirche in Gudow beigesetzt.